# Ines Jesse

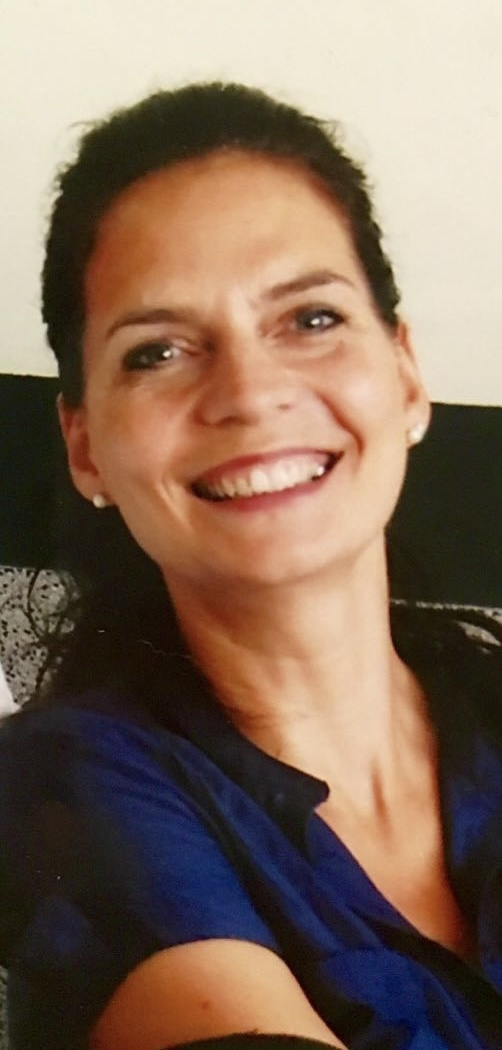
Ines Jesse (2018)

Ines Jesse (* 25. April 1971 in Rostock) ist eine deutsche politische Beamtin (SPD). Seit Januar 2022 ist sie Staatssekretärin im Ministerium für Wirtschaft, Infrastruktur, Tourismus und Arbeit des Landes Mecklenburg-Vorpommern. Zuvor war sie von 2019 bis 2022 Staatssekretärin des Ministeriums für Bildung, Jugend und Sport des Landes Brandenburg.

## Leben
Nach ihrer Berufsausbildung mit Abitur zum Facharbeiter für Pflanzenproduktion (1991) nahm Jesse ein Studium der Rechtswissenschaften an der Universität Rostock auf, welches sie 1996 mit dem Abschluss „Erste juristische Staatsprüfung“ abschloss. Es folgten Stellen als Angestellte in der Abteilung Recht und Vertragsmanagement der Landgesellschaft Mecklenburg-Vorpommern mbH in Leezen (1996), juristische Referentin der Rechtsabteilung der BVVG mbH in Rostock (1996–1998), sowie das Rechtsreferendariat mit dem Abschluss „Zweite juristische Staatsprüfung“ (1998–2000). 2001 absolvierte sie ein Zusatzstudium der Wirtschaftswissenschaften für Juristen an der Fernuniversität Hagen und des Wirtschaftsrechts an der Steuer- und Wirtschaftsakademie GmbH in Berlin.
Von 2002 bis 2003 war Jesse Sachgebietsleiterin für Ordnungs- und Feuerwehrangelegenheiten sowie Sozialwesen im Amt Neuhausen/Spree, von 2003 bis 2004 Referentin Recht im Tief- und Straßenbauamt der Stadtverwaltung Cottbus und zwischen 2005 und 2011 selbstständige Rechtsanwältin in Wunstorf. 2011 wurde sie Beigeordnete und Dezernentin für das Bürgeramt, das Schulamt und das Ordnungsamt der Stadt Falkensee. Diese Funktionen übte sie bis 2016 aus.
Die Rechtswissenschaftlerin war vom 18. Januar 2020 bis zum 14. Mai 2022 in Doppelspitze mit Felix Menzel Vorsitzende des SPD-Unterbezirkes Havelland.
Am 3. Mai 2016 wurde Ines Jesse, die seit 2005 Mitglied der SPD ist, von Ministerin Kathrin Schneider zur Staatssekretärin im Ministerium für Infrastruktur und Landesplanung des Landes Brandenburg des Kabinetts Woidke II berufen. Sie wurde Nachfolgerin von Katrin Lange.
Am 20. November 2019 wurde Ines Jesse zur Staatssekretärin im Ministerium für Bildung, Jugend und Sport des Landes Brandenburg der Ministerin Britta Ernst im Kabinett Woidke III berufen. Am 10. Januar 2022 wechselte sie als Staatssekretärin ins Ministerium für Wirtschaft, Infrastruktur, Tourismus und Arbeit des Landes Mecklenburg-Vorpommern im Kabinett Schwesig II.

## Privates
Jesse lebt in Schwerin und ist Mutter eines Kindes.